# Płużniczka
Płużniczka est une localité polonaise de la gmina de Toszek, située dans le powiat de Gliwice en voïvodie de Silésie.